# 크리스마스 푸딩의 모험
《크리스마스 푸딩의 모험》(The Adventure of the Christmas Pudding)은 영국의 추리작가 애거사 크리스티가 1960년 발표한 단편집 또는 그 단편집에 수록된 단편소설의 제목이다. 에르퀼 푸아로 시리즈 다섯 편과, 미스 마플 시리즈 한 편으로 구성되어 있다.

## 수록 작품
- 《크리스마스 푸딩의 모험》 The Adventure of the Christmas Pudding
- 《스페인 궤짝의 비밀》 The Mystery of the Spanish Chest
- 《패배한 개》 The Under Dog
- 《스물 네 마리의 검은 티티새》 Four-and-Twenty Blackbirds
- 《꿈》 The Dream
- 《그린쇼의 아방궁》 Greenshaw's Folly

《크리스마스 푸딩의 모험》과 《그린쇼의 아방궁》 두 편을 제외한 나머지 네 편은 이전에 발표된 것으로, 다른 단편집에 수록되어 있는 경우가 있다.